# Ecocolordoppler transcranico
L'Eco Doppler transcranico (TCD), è un sistema di diagnostica medica non invasiva per l'accertamento di disfunzioni vascolari cerebrali o per la diagnosi cardiologica. Si basa su una tecnologia che utilizza un apparato ad ultrasuoni.

## Utilizzi
L'utilizzo dell'eco doppler transcranico come esame clinico di routine delle arterie intracraniche è stato dimostrato come possibile nel 1982, da R. Aaslid e colleghi. Il valore ottenuto per una determinata arteria è la velocità del sangue che scorre attraverso il vaso. L'utilità clinica della tecnica è ormai ben consolidata per una serie di processi patologici diversi. La relazione di valutazione delle tecnologie della American Academy of Neurology pubblicata nel 1990 ha dichiarato che l'esame ha dimostrato di essere utile nella valutazione dei pazienti con stenosi intracranica, anastomosi, emorragia subaracnoidea e morte cerebrale. Inoltre può essere utile per valutare piccole embolie.
Recentemente viene utilizzato per l'individuazione della presenza di forame ovale pervio (FOP) ai fini della prevenzione dell'ictus criptogenetico.
Il forame ovale pervio è un difetto abbastanza comune, presente in circa il 30% degli individui. Prima della nascita, in tutti gli individui, esiste infatti questa comunicazione naturale tra l'atrio destro e l'atrio sinistro del cuore per permettere la co-funzionalità dei sistemi cardiocircolatorî della donna in attesa e del feto. Tale comunicazione, nella maggior parte degli individui, si chiude dopo la nascita. L'esame consente di evidenziare la morfologia dei principali rami arteriosi intracranici e di valutarne gli aspetti velocimetrici.

## Descrizione
L'esame viene effettuato nelle strutture idonee da personale esperto. Non è doloroso e non è invasivo.
Tramite un'iniezione viene somministrato al paziente un contrasto gassoso (fisiologica 9 cc + aria 1 cc), un salino composto da una soluzione fisiologica e una minima quantità di aria agitate insieme, con cui si effettua il monitoraggio e controllo.
Attraverso gli ultrasuoni e immagini effettuate dopo la manovra di Valsalva viene controllato un eventuale, anomalo passaggio di sangue  (shunt) tra l'atrio destro e il sinistro.